# François Debré
François Debré (Toulouse, 3 de abril de 1942 – Montlouis-sur-Loire, 14 de septiembre de 2020) fue un escritor y periodista francés, ganador del prestigioso Premio Albert Londres en 1977.

## Biografía
Segundo hijo del político Michel Debré y su esposa Anne-Marie Lemaresquier, François fue también nieto del médico Robert Debré y sobrino del pintor Olivier Debré. Tras estudiar derecho y lenguas orientales se incorporó a la revista Afrique contemporaine en 1966 antes de convertirse en periodista independiente en 1968. Entre 1968 y 1977 cubrió numerosos conflictos en todo el mundo, trabajando en Biafra para Le Monde y en Camboya y Vietnam para L'Obs y Le Point. En 1968 ganó el Prix de la critique indépendante por su ensayo sobre la guerra civil nigeriana.
Debré fue considerado como uno de los reporteros más talentosos de su generación. A principios de los años 1970 trabajó en numerosos reportajes para TF1, Antenne 2 y France Régions 3 en Chad, Costa de Marfil, Uganda y Pakistán. Se incorporó al servicio de política exterior de TF1 en 1977 y fue uno de los principales reporteros del canal hasta 1985. Cubrió varios acontecimientos importantes como la guerra de Yom Kippur, el inicio de Solidaridad en Polonia y el despido de Jean-Bédel Bokassa en la República Centroafricana.
En 1977 ganó el Premio Albert Londres por su ensayo sobre los jemeres Rojos titulado Cambodge, la révolution de la forêt. En 1988 dirigió los magazines de Antenne 2, donde fue nombrado editor jefe adjunto. El 16 de diciembre de 2011 fue condenado a dos meses de suspensión por su participación en el plan de Jacques Chirac para recaudar fondos para su campaña presidencial mientras era alcalde de París.

### Vida personal y fallecimiento
Debré estaba casado con Maylis Ybarnegaray, hija del político Jean Ybarnégaray, con quien tuvo dos hijas: Constance y Ondine. Murió tras una larga enfermedad en Montlouis-sur-Loire el 14 de septiembre de 2020, un día después de la muerte de su hermano, el político Bernard Debré.

## Obras
- La Vingt-et-unième Chinoise (1968)
- Biafra an II (1968)
- Premier crime (1975)
- Les Chinois de la diaspora (1976)
- Cambodge, la révolution de la forêt (1977)
- Le Livre des égarés (1979)
- Les Fêtes d'automne (1983)
- Trente ans avec sursis (1998)
- Le Livre des Égarés (2019)